# Coppa J.League 2011
La J.League Cup 2011 (o Coppa Yamazaki Nabisco 2011), la Coppa di Lega nipponica di calcio, venne vinta dai Kashima Antlers.

## Formula
L'edizione sarebbe dovuta iniziare il 16 marzo 2011 con le prime partite dei due gironi, ma a causa del terremoto del Tōhoku l'inizio fu rimandato e il numero degli incontri fu ridimensionato.
A questa competizione hanno preso parte tutte le squadre di J.League 1 2011.
Nagoya Grampus, Gamba Osaka, Cerezo Osaka e Kashima Antlers accedono direttamente ai quarti per la loro partecipazione alla fase a gironi dell'AFC Champions League 2011. Nei primi due turni ci furono partite di andata e ritorno mentre a partire dai quarti le squadre si scontrarono in gara secca.

## Risultati

### Primo turno
Le gare di andata si giocarono il 5 giugno mentre quelle di ritorno si disputarono il 27 luglio.
- Albirex Niigata
- Omiya Ardija

|                     | Risultato |                   | Andata | Ritorno |  |
| ------------------- | --------- | ----------------- | ------ | ------- |  |
| Urawa Reds          | 4 - 1     | Montedio Yamagata | 2 - 0  | 2 - 1   |  |
| Kashiwa Reysol      | 1 - 2     | Vegalta Sendai    | 0 - 1  | 1 - 2   |  |
| Júbilo Iwata        | 5 - 0     | Avispa Fukuoka    | 2 - 0  | 3 - 0   |  |
| Ventforet Kofu      | 1 - 2     | Shimizu S-Pulse   | 1 - 0  | 0 - 2   |  |
| Yokohama F·Marinos  | 3 - 2     | Vissel Kōbe       | 1 - 1  | 2 - 1   |  |
| Sanfrecce Hiroshima | 3 - 5     | Kawasaki Frontale | 2 - 2  | 1 - 3   |  |

### Secondo turno
Le gare di andata si giocarono il 14 settembre mentre quelle di ritorno si disputarono il 28 dello stesso mese.
|                    | Risultato |                   | Andata | Ritorno |  |
| ------------------ | --------- | ----------------- | ------ | ------- |  |
| Urawa Reds         | 4 - 1     | Omiya Ardija      | 2 - 0  | 2 - 1   |  |
| Vegalta Sendai     | 0 - 3     | Júbilo Iwata      | 0 - 0  | 0 - 3   |  |
| Shimizu S-Pulse    | 3 - 4     | Albirex Niigata   | 2 - 1  | 1 - 3   |  |
| Yokohama F·Marinos | 6 - 3     | Kawasaki Frontale | 4 - 0  | 2 - 3   |  |

### Quarti di finale
| Arbitro: | Masaaki Iemoto |

|                                  |           |                           |
| Koroki 49’ Osako 73’ Tashiro 11’ | Marcatori | 1’ (autogol) 11’ Watanabe |

| Arbitro: | Ryuji Sato |

|                                                             |           |                                            |
| Kanazaki 15’ Nagai 90+1’ 105+2’ Hoshimoto 114’ Tulio 120+1’ | Marcatori | 63’ Bruno Lopes 90+3’ Kawamata 98’ Kikuchi |

| Arbitro: | Nobutsugu Murakami |

|                                      |           |         |
| Sasaki 43’ Rafinha 67’ 76’ (autogol) | Marcatori | 7’ Nasu |

| Arbitro: | Toshimitsu Yoshida |

|                 |           |                             |
| Fabio Lopes 73’ | Marcatori | 9’ (autogol) 83’ Despotović |

### Semifinali
| Arbitro: | Kenji Ogiya |

|           |           |                          |
| Tulio 80’ | Marcatori | 10’ Osako 107’ Shibasaki |

| Arbitro: | Hajime Matsuo |

|                          |           |              |
| Umesaki 21’ Escudero 38’ | Marcatori | 90+3’ Otsuka |

### Finale
| Arbitro: | Minoru Tōjō |

|  |           |            |
|  | Marcatori | 105’ Osako |

## Premi
- MVP: Yūya Ōsako -  Kashima Antlers
- Capocannoniere: Despotović -  Urawa Reds
- Premio "Nuovo Eroe": Genki Haraguchi -  Urawa Reds